# Aggregaat (generator)

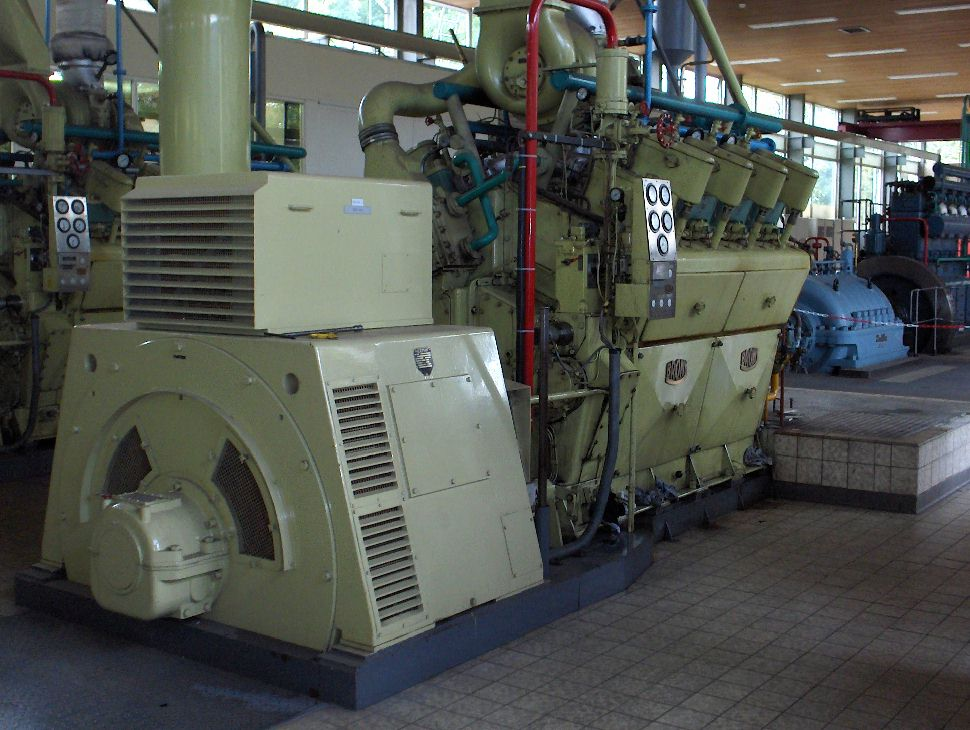
Noodaggregaat in drinkwaterpompstation; Brons dieselmotor met Heemaf generator

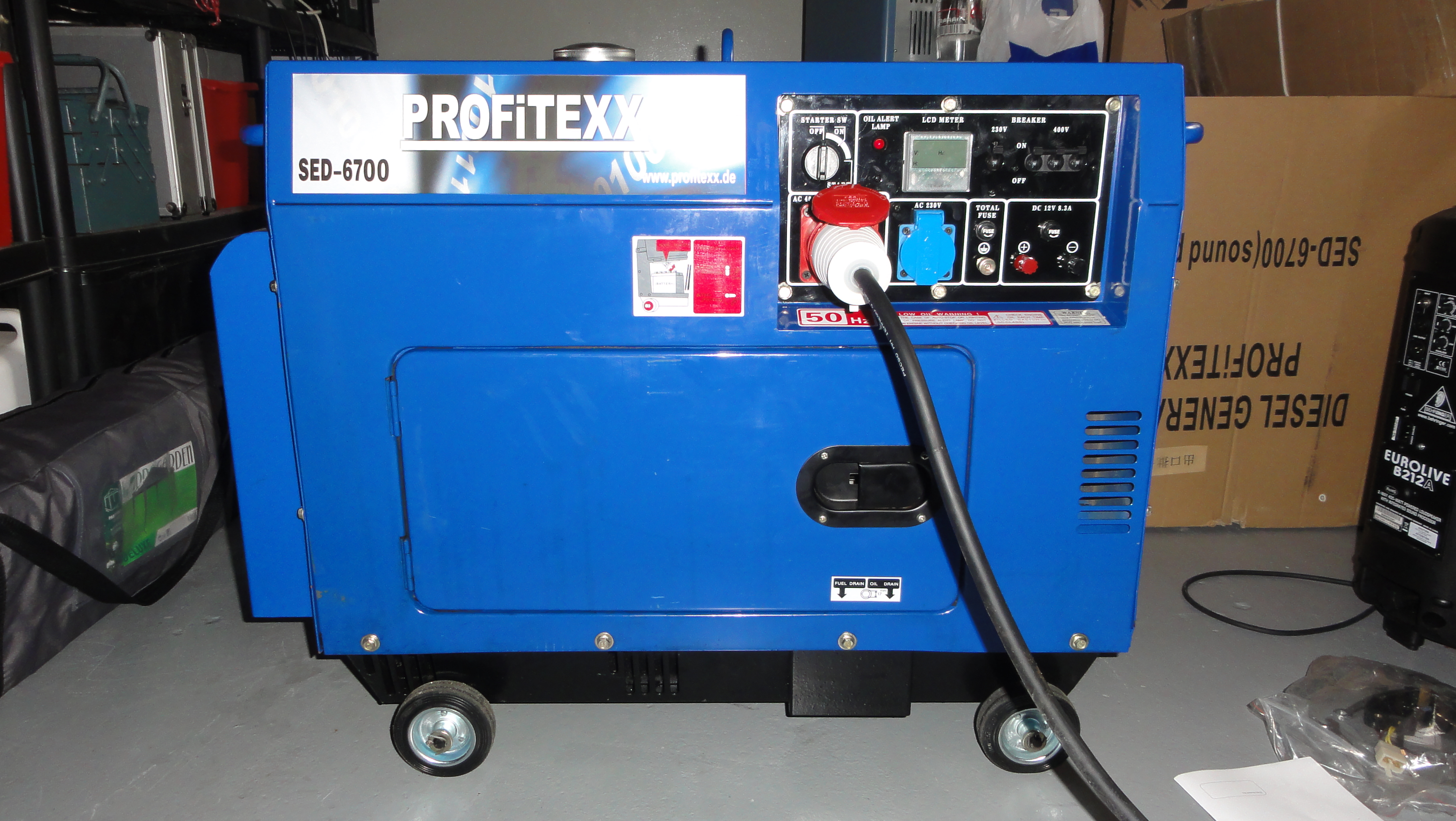
Een compact dieselaggregaat met 230V en 400V

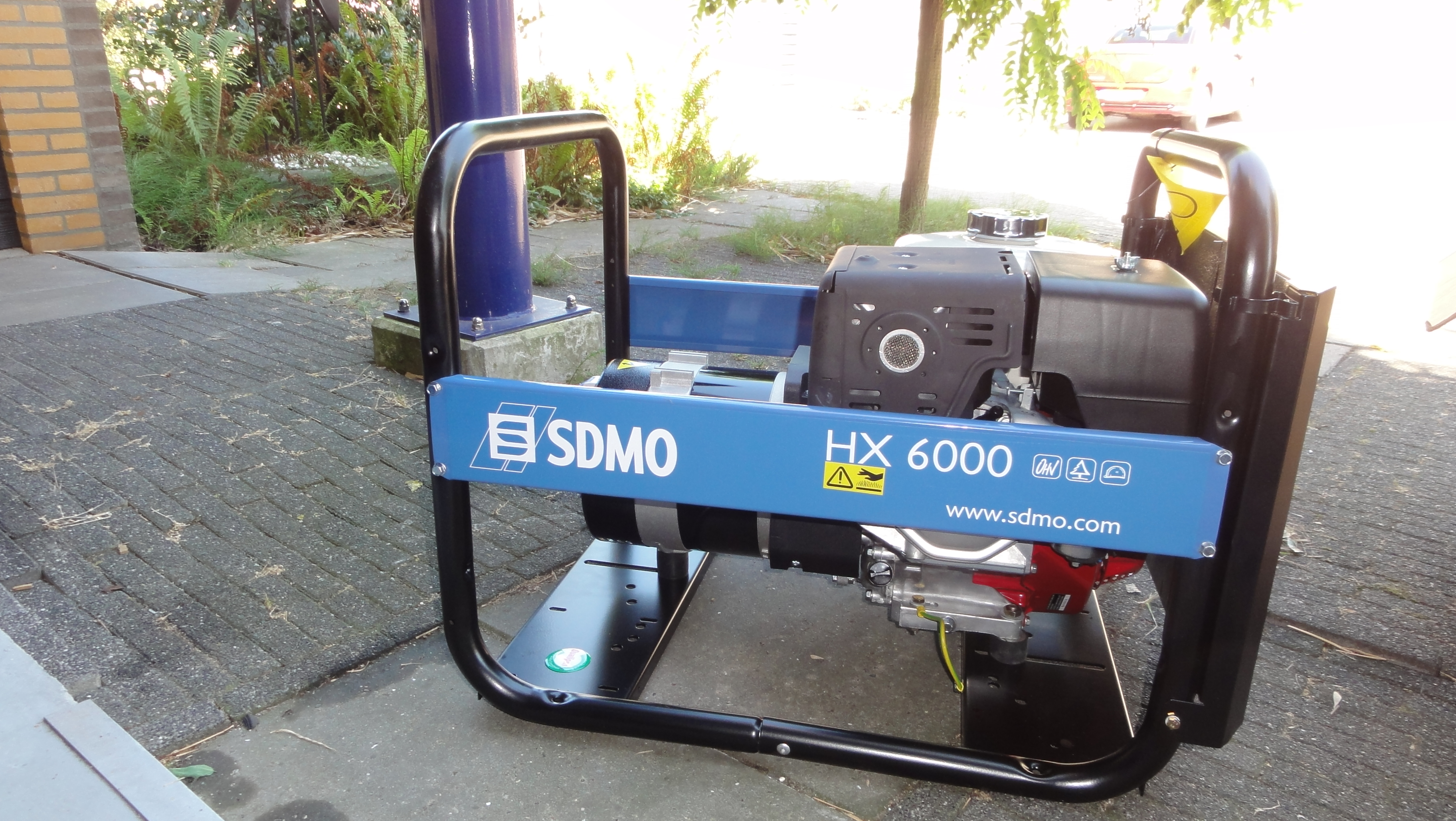
Een compact benzineaggregaat

Een aggregaat is een door een motor aangedreven generator voor het opwekken van elektriciteit.  
Veelal wordt een verbrandingsmotor gebruikt als aandrijfmotor. Aggregaten worden gebruikt op plaatsen waar geen of onvoldoende elektrisch vermogen beschikbaar is, zoals op plaatsen waar geen aansluiting op het lichtnet voorhanden is. Ook op plaatsen waar een continue beschikbaarheid van energie een vereiste is, zoals in ziekenhuizen, worden aggregaten toegepast. Meestal staan ze dan vast opgesteld en worden aangeduid als noodaggregaat. 

## Typen
Aggregaten zijn er in verschillende formaten en vermogens. Ook de gebruikte techniek verschilt.
- Fluisteraggregaat (benzine, 230 V), een compact model dat tot 1000 W levert en is stil en zuinig in het gebruik.
- Benzineaggregaat (benzine, 230 V), in een open rek, doorgaans van 1000 W tot 3000-6000 W.
- Benzineaggregaat (benzine, 230 V/400 V), voor zwaardere apparatuur die krachtstroom (400 V) nodig heeft.
- Dieselaggregaat (diesel, 230 V/400 V), bedrijfszekerder dan modellen met benzinemotor. Vermogens van 3000 tot 6000 W.
- Dieselfluisteraggregaat (diesel, 400 V), in gesloten behuizing, laag geluidsniveau net zoals de fluistermodellen op benzine. Deze aggregaten worden gebruikt bij bijvoorbeeld evenementen, wegenbouw en bouwplaatsen.
- Hybride aggregaat (brandstof met accupakket), aggregaten die gedurende een lage energiebehoefte draaien op een accupakket. Wanneer de energiebehoefte groter wordt, start het aggregaat en zo kan er alsnog in de grote energiebehoefte worden voorzien.

## Ontwikkelingen
Met de huidige techniek kunnen aggregaten met behulp van telemetrie, een powermanagement tool op afstand, gecontroleerd en bestuurd worden. Hierdoor heeft men overal en altijd inzage in het brandstofniveau, vermogen en verbruik van het aggregaat. Deze toepassingen worden steeds vaker ingezet nadat de overheid de regelgeving voor de uitstoot van schadelijke gassen heeft aangescherpt.